# Bunuri mobile din domeniul arheologie clasate în patrimoniul cultural național al României aflate în județul Olt
Acestă listă conține bunurile mobile din domeniul arheologie clasate în Patrimoniul cultural național al României aflate la momentul clasării în județul Olt.

## Tezaur
| Foto | Informații generale           | Detalii tehnice | Descriere | Deținător                                   | Legături |
| ---- | ----------------------------- | --- | --- | ------------------------------------------- | -------- |
|      | Fibulă                        | Datare: Epoca romană târzie Descoperit: jud. Olt, Fortificația romană târzie Material: argint; turnare; decorare                 | Fibula are corpul de argint, resortul acoperit de o placă semidiscoidală, iar partea inferioară se termină sub forma unei plăci romboidale. Arcul puternic curbat are secțiunea în formă de poliedru și a fost decorat cu sârme de aur împletite. Deasupra și sub arc au fost aplicate plăcuțe de aur, decorate fiecare cu câte 13 pietre prețioase. Partea superioară și lateralele plăcii semidiscoidale prezintă câte o protomă în formă de vultur. | Muzeul de Arheologie și Etnografie, Corabia | Cimec    |
|      | Fibulă                        | Datare: Epoca romană târzie Descoperit: jud. Olt, Fortificația romană târzie Material: argint; turnare; decorare                 | Fibulă cu capul de argint, resortul acoperit de o placă semidiscoidală, portagrafa de una de argint de formă romboidală. Placa semidiscoidală prezintă la partea superioară și pe laterale, câte o protomă în formă de cap de vultur. Deasupra și sub arc au fost aplicate plăcuțe de aur, decorate fiecare cu câte 11 pietre prețioase. | Muzeul de Arheologie și Etnografie, Corabia | Cimec    |
|      | Oală                          | Datare: Epoca romană Descoperit: jud. Olt, Fortificația romană târzie Material: lut ars; modelare la roată                       | Oală realizată la roată din pastă zgrunțuroasă cenușie, cu nisip și fragmente de mică în compoziție. Este “etajată”, cu nouă torți aplicate, gura largă, fundul profilat. Probabil, este un produs al fanteziei unui olar. | Muzeul de Arheologie și Etnografie, Corabia | Cimec    |
|      | Cupă                          | Datare: Epoca romană Descoperit: jud. Olt, Fortificația romană târzie Material: lut ars; modelare la roată                       | Cupă cu două torți (s-a păstrat doar una), corpul bombat, buza profilată, ușor trasă spre exterior. A fost decorată pe suprafața exterioară în tehnica barbotinei cu motive de forma unor solzi. Ulterior, vasul a fost dat cu un firnis roșu. | Muzeul de Arheologie și Etnografie, Corabia | Cimec    |
|      | Venus                         | Datare: Epoca romană Descoperit: jud. Olt, Fortificația romană târzie Material: bronz; turnare                                   | Reprezentare a zeiței Venus, păstrată fragmentar (partea inferioară a picioarelor este ruptă). A fost turnată “plin”. Reprezentare nudă, cu sânii și sexul evidențiate. Mâna stângă ține o șuviță de păr, iar cea dreaptă, îndoită din cot, este întinsă spre înainte. Pe cap, zeița poartă o diademă, iar părul este strâns la spate într-un coc. | Muzeul de Arheologie și Etnografie, Corabia | Cimec    |
|      | Spadă                         | Datare: Epoca romană Descoperit: jud. Olt, Fortificația romană târzie Material: bronz; turnare; batere                           | Reprezentare de spadă, realizată din bronz. Vârful ascuțit, lama cu tăiș pe ambele laturi, mânerul cu garda și capătul bine evidențiate. | Muzeul de Arheologie și Etnografie, Corabia | Cimec    |
|      | Figurină                      | Datare: Epoca romană Descoperit: jud. Olt, Fortificația romană târzie Material: bronz; turnare                                   | Statueta redă un personaj militar (echipat militar), în poziție de luptă, așezat în picioare pe un soclu. Reprezentare schematică, pe cap poartă un coif cu panaș. Costumul a fost sugerat prin linii oblice incizate. În mâna dreaptă poartă un obiect neidentificabil (o armă ?), în timp ce în brațul și pe umărul stâng ar putea să țină un scut. Probabil, este vorba despre o reprezentare a unui gladiator. | Muzeul de Arheologie și Etnografie, Corabia | Cimec    |
|      | Zeița Fortuna                 | Datare: Epoca romană Descoperit: jud. Olt, Fortificația romană târzie Dimensiuni: Îbază: 185 mm Material: marmură; sculptare     | Zeița Fortuna redată îmbrăcată cu chiton și himation, ținând cornucopia în mâna stângă. Capul și antebrațele sunt pierdute. Soclul statuii și cornul abundenței sunt deteriorate. | Muzeul de Arheologie și Etnografie, Corabia | Cimec    |
|      | Ceres (?)                     | Datare: Epoca romană Descoperit: jud. Olt, Fortificația romană târzie Dimensiuni: Îbază: 185 mm Material: bronz; turnare         | Statueta redă un personaj feminin, în costum drapat, lung până la picioare; are părul coafat, privirea ușor întoarsă spre dreapta. În mâna stângă, întinsă spre înainte, ține o pateră; piesă turnată “plin”. Pe pateră se află câteva fructe. Foarte probabil, este o reprezentare a zeiței Ceres. | Muzeul de Arheologie și Etnografie, Corabia | Cimec    |
|      | Cercel                        | Datare: Epoca romană Descoperit: jud. Olt, Orlea Material: aur; turnare, batere                                                  | Cercel de aur realizat din sârmă de aur, prevăzut cu dispozitiv de închidere. Pe partea frontală a fost lipită o plăcuță de aur, de formă ovală, cu nervuri radiale impimate pe suprafață. | Muzeul de Arheologie și Etnografie, Corabia | Cimec    |
|      | Pandantiv de cercel           | Datare: Epoca romană Descoperit: jud. Olt, Orlea Material: aur; turnare, batere                                                  | Pandantiv de cercel realizat din aur, având încastrată o piatră de culoare violetă. Montura a fost executată dintr-un fir torsionat de aur. La partea inferioară a piesei se găsesc trei verigi, de care se agățau trei fire răsucite, realizate din aur; din cele trei fire s-au păstrat numai două (cele laterale), cel din mijloc s-a pierdut. | Muzeul de Arheologie și Etnografie, Corabia | Cimec    |
|      | Cercel                        | Datare: Epoca romană Descoperit: jud. Olt, Celei (Sucidava) Material: aur; turnare, batere                                       | Cercel de aur realizat din sârmă de aur, prevăzut cu dispozitiv de închidere. Pe partea frontală a fost lipită o plăcuță de aur, de formă rotundă, având pe margine o sârmă răsucită, iar în centru o alta aplicată similar, de forma unui cerc. | Muzeul de Arheologie și Etnografie, Corabia | Cimec    |
|      | Lanț                          | Datare: Epoca romană Descoperit: jud. Olt, Celei (Sucidava) Material: aur; turnare, împletire                                    | Lanț de aur realizat prin împletirea unor sârme, după care zalele mici erau strânse la mijloc împreună cu un medalion care nu s-a mai păstrat. Piesa alcătuia un colier (probabil). La extremități, lanțul prezintă câte un tambur la fiecare capăt, dincolo de care, prin intermediul a două verigi, se găsește dispozitivul de închidere, realizat simplu dintr-un cârlig care se introducea într-o verigă. | Muzeul de Arheologie și Etnografie, Corabia | Cimec    |
|      | Pandantiv                     | Datare: Perioada de tranziție la epoca bronzului Descoperit: jud. Olt, Celei (Sucidava) Material: aur; turnare, batere, șlefuire | Pandantiv de aur de formă semilunară, cu dispozitiv de agățare în partea superioară. Marginea piesei a fost decorată cu motive de forma unor puncte realizate prin batere pe spatele piesei. Un alt șir de puncte a fost imprimat pe mijlocul obiectului. | Muzeul de Arheologie și Etnografie, Corabia | Cimec    |
|      | Inel spiralic                 | Datare: Perioada de tranziție la epoca bronzului Descoperit: jud. Olt, Celei Material: argint; turnare, batere                   | Inel de argint de forma unei spirale, realizată din bară cu secțiunea rotundă. Suprafața piesei a fost aurită. | Muzeul de Arheologie și Etnografie, Corabia | Cimec    |
|      | Inel spiralic                 | Datare: Perioada de tranziție la epoca bronzului Descoperit: jud. Olt, Celei Material: argint; turnare, batere                   | Inel de argint, realizat sub forma unei spirale cu trei bucle. Secțiunea barei este de formă rotundă. Suprafața piesei a fost aurită. | Muzeul de Arheologie și Etnografie, Corabia | Cimec    |
|      | Colier                        | Datare: Epoca romană Descoperit: jud. Olt, Celei (Sucidava) Material: argint aurit; turnare, batere, aurire                      | Piesă de colier din argint aurit, sub forma unui tub cu secțiunea de formă hexagonală, cu 2 verigi lipite la partea superioară. | Muzeul de Arheologie și Etnografie, Corabia | Cimec    |
|      | Colier                        | Datare: Epoca romană Descoperit: jud. Olt, Celei (Sucidava) Material: argint aurit; turnare, șlefuire, aurire                    | Piesă de colier din argint aurit, sub forma unui tub cu secțiunea hexagonală. În partea superioară a piesei au fost atașate două verigi. Pelicula de aur s-a păstrat sporadic, fiind afectată de produșii de coroziune de pe suprafața piesei. | Muzeul de Arheologie și Etnografie, Corabia | Cimec    |
|      | Ac de păr                     | Datare: Epoca romană Descoperit: jud. Olt, Celei (Sucidava) Material: argint; turnare, batere                                    | Ac de păr de argint cu capul aurit. Tija subțire cu secțiunea de formă rotundă, vârful ascuțit. | Muzeul de Arheologie și Etnografie, Corabia | Cimec    |
|      | Ac de păr                     | Datare: Epoca romană Descoperit: jud. Olt, Celei (Sucidava), necropolă Material: argint; turnare, șlefuire                       | Ac realizat din argint aurit, cu capul de forma unei măciulii, tija îndoită în 2 puncte și vârful rupt. | Muzeul de Arheologie și Etnografie, Corabia | Cimec    |
|      | Ac de păr                     | Datare: Epoca romană Descoperit: jud. Olt, Celei (Sucidava), necropolă Material: argint; turnare, batere                         | Ac de argint, cu capul de forma unui poliedru. Piesă fragmentară, tija cu secțiunea de fromă rotundă, vârful rupt. | Muzeul de Arheologie și Etnografie, Corabia | Cimec    |
|      | Pandantiv                     | Datare: Epoca romană Descoperit: jud. Olt, Celei (Sucidava), necropolă Material: argint; turnare, batere                         | Pandantiv din argint de tip lunulla. Este de formă semilunară, cu capetele subțiate și mai înguste. Veriga de prindere de la partea superioară nu s-a păstrat. | Muzeul de Arheologie și Etnografie, Corabia | Cimec    |
|      | Pandantiv                     | Datare: Epoca romană Descoperit: jud. Olt, Celei (Sucidava), necropolă Material: argint; turnare, șlefuire                       | Pandantiv din argint de tip lunulla, realizat din argint. Formă semilunară, capetele subțiate, o verigă a fost atașată cu un nit la partea superoară, în vederea agățării piesei la un colier. | Muzeul de Arheologie și Etnografie, Corabia | Cimec    |
|      | Pandantiv                     | Datare: Epoca romană Descoperit: jud. Olt, Celei (Sucidava), necropolă Material: argint; turnare, batere                         | Pandantiv din argint de tip lunulla, realizat din argint, cu extremitățile de forma unei măciulii conice. În partea superioară prezintă un nit de fixare. | Muzeul de Arheologie și Etnografie, Corabia | Cimec    |
|      | Brățară                       | Datare: Epoca romană Descoperit: jud. Olt, Celei (Sucidava), necropolă Material: argint; turnare, batere                         | Brățară realizată din bară de argint, cu secțiunea de formă semirotundă, cu capetele subțiate. | Muzeul de Arheologie și Etnografie, Corabia | Cimec    |
|      | Cercel                        | Datare: Epoca romană Descoperit: jud. Olt, Celei (Sucidava), necropolă Material: argint; turnare, șlefuire, asamblare            | Cercel de aur cu pandantiv, realizat dintr-o verigă mai mare, întreruptă pentru introducerea în lobul urechii. O altă verigă mai mică, este lipită de ea și împreună susțin o casetă (montură) pentru o piatră, care nu s-a mai păstrat. De veriga mică este legată o sârmă de aur, la capătul căreia se găsește o altă casetă (montură) și în continuare pe sârmă sunt înșirate 5 verigi și 5 pietre, terminându-se în final cu un pandantiv în formă de inimioară. | Muzeul de Arheologie și Etnografie, Corabia | Cimec    |
|      | Inel                          | Datare: Epoca romană Descoperit: jud. Olt, com. Orlea, Gura Padinii Material: aur; turnare, batere                               | Inel de aur cu camee, realizat din bandă cu lățimea de 0,7 cm. Pe bandă a fost sudată o plăcuță de aur, în a cărei montură a fost fixată o camee. Bordura monturii a fost decorată cu alveole și incizii. Cameea redă un bust feminin realizat dintr-o piatră semiprețioasă albă, lipit pe un fond de culoare albastră. Femeia are capul spre stânga, părul strâns la ceafă, iar pe cap poartă o diademă. | Muzeul de Arheologie și Etnografie, Corabia | Cimec    |
|      | Cercel                        | Datare: Epoca romană Descoperit: jud. Olt, Celei (Sucidava) Material: aur; turnare, șlefuire                                     | Cercel de aur cu pandantiv. Veriga de prindere este întreruptă; cu unul din capete (cel superior) se introducea în lobul urechii. La partea inferioară este lipită o altă verigă, mai mică, de ambele lipindu-se o montură în care se fixa o piatră. De veriga mică este legată o sârmă de aur care se termină la partea inferioară cu o montură mai mică, destinată fixării unei pietre. O tijă subțire pornește în jos din această montură, tijă pe care sunt înșirate 4 verigi de aur și 4 pietre de culoare cenușie. La partea inferioară se găsește un pandantiv în formă de inimioară. | Muzeul de Arheologie și Etnografie, Corabia | Cimec    |
|      | Cataramă                      | Datare: Epoca romană Descoperit: jud. Olt, Celei (Sucidava) Material: argint; turnare, batere                                    | Cataramă cu placă de fixare, realizată din argint. Piesă ușor deformată, cu placa deteriorată. Se fixa prin intermediul unui singur spin. Placa de formă semicirculară, prezintă trei nituri aplicate în scopul fixării centurii. | Muzeul de Arheologie și Etnografie, Corabia | Cimec    |
|      | Verigă cu capetele înfășurate | Datare: Epoca romană Descoperit: jud. Olt, Celei (Sucidava) Material: argint; turnare                                            | Verigă de argint cu capetele înfășurate, realizată din sârmă de argint cu secțiunea de formă rotundă. | Muzeul de Arheologie și Etnografie, Corabia | Cimec    |
|      | Inel cu piatră                | Datare: Epoca romană Descoperit: jud. Olt, Celei (Sucidava) Material: argint; turnare, batere                                    | Inel de argint cu piatră de culoare albastră, realizat din bară cu secțiunea de formă semirotundă. Placa centrală are forma ovală și găzduiește o piatră semiprețioasă de culoare albastră. | Muzeul de Arheologie și Etnografie, Corabia | Cimec    |
|      | Gemă                          | Datare: Epoca romană Material: piatră semiprețioasă; șlefuire, gravare                                                           | Piatră gemă de culoare roșie cu reflexe de culoare închisă, de formă ovală. Pe suprafață a fost gravată o masă (?) pe care este așezat un recipient (mortarium?) în care se găsește un spic de grâu. | Muzeul de Arheologie și Etnografie, Corabia | Cimec    |
|      | Gemă                          | Datare: Epoca romană Material: piatră semiprețioasă; șlefuire, gravare                                                           | Piatră gemă de formă ovală, culoare roșie-cărămizie. Pe suprafață a fost incizată silueta unui personaj uman spre dreapta, îmbrăcat în costum drapat. | Muzeul de Arheologie și Etnografie, Corabia | Cimec    |
|      | Gemă                          | Datare: Epoca romană Material: piatră semiprețioasă; șlefuire, gravare                                                           | Piatră gemă de formă ovală, culoare portocaliu-roșiatică. Pe suprafață a fost incizată silueta unei păsări, poate o barză. | Muzeul de Arheologie și Etnografie, Corabia | Cimec    |
|      | Gemă                          | Datare: Epoca romană Material: piatră semiprețioasă; șlefuire, gravare                                                           | Piatră gemă de culoare roșie, de formă ovală. Pe suprafața piesei a fost incizat un personaj uman, îmbrăcat în costum drapat, cu pălărie pe cap. | Muzeul de Arheologie și Etnografie, Corabia | Cimec    |
|      | Gemă                          | Datare: Epoca romană Material: piatră semiprețioasă; șlefuire, gravare                                                           | Piatră gemă de culoare roșie-cărămizie,d e formă ovală. Pe suprafața piesei a fost redat schematic prin incizii, un delfin. | Muzeul de Arheologie și Etnografie, Corabia | Cimec    |
|      | Gemă                          | Datare: Epoca romană Material: piatră semiprețioasă; șlefuire, gravare                                                           | Camee de culoare roșie, de formă ovală. Redă un chip feminin spre dreapta, cu părul pieptănat și diademă pe cap. | Muzeul de Arheologie și Etnografie, Corabia | Cimec    |
|      | Gemă                          | Datare: Epoca romană Material: piatră semiprețioasă; șlefuire, gravare                                                           | Piatră gemă de culoare roșie, de formă ovală. Pe suprafață a fost incizată o siluetă feminină, îmbrăcată în costum drapat. Reprezentarea nu s-a conservat satisfăcător. | Muzeul de Arheologie și Etnografie, Corabia | Cimec    |

## Fond
| Foto | Informații generale                                        | Detalii tehnice | Descriere | Deținător                                   | Legături |
| ---- | ---------------------------------------------------------- | --- | --- | ------------------------------------------- | -------- |
|      | Inel descoperit în Văleni, comuna Brâncoveni Autor: anonim | Datare: secolul al XVI-lea Școală: local – Țara Românească Descoperit: jud. OLT, com. Brîncoveni, Văleni, la 1 km Sud de Mânăstirea Brâncoveni, la marginea de Nord-Vest a satului Văleni Dimensiuni: diametru chaton 15,30 x 13,40 mm Material: argint; turnare; batere; gravare | Inel care face corp comun cu șatonul de formă octogonală. Pe verigă în partea opusă șatonului este realizat un element decorativ de formă trilobată. Cele opt fețe ale inelului din partea supraînălțată a șatonului, care se prelungește pe veriga inelului sunt decorate cu elemente vegetale gravate. Șatonul de formă octogonală prezintă o decorație foarte stilizată, reprezentare a pomului vieții (element vegetal flancat de două păsări). În partea inferioară a reprezentării două stele cu șase raze. | Direcția Județeană pentru Cultură, Olt      | Cimec    |
|      | Farfurie                                                   | Datare: Epoca romană Descoperit: jud. Olt, în grădina Școlii Generale Celei Material: lut ars; modelare imprimare; decorul aplicat realizat în tipar | Este un fragment dintr-o farfurie realizată din pastă fină de culoare roșie, cu buza întoarsă orizontal spre exterior. În interior, fundul a fost realizat sub forma capului unei Meduze, prin imprimare în tipar. Decor aplicat în relief. | Muzeul de Arheologie și Etnografie, Corabia | Cimec    |
|      | Fetița de la Hotărani                                      | Datare: 5200-4800 a. Chr Descoperit: jud. OLT, com. Fărcașele, Hotărani, la turn Material: lut; modelare; excizare; ardere | Statuetă antropomorfă cu corp masiv, gol la interior, capul rupt din vechime. Brațele sunt reprezentate prin două mici proeminențe conice întinse lateral. Trunchiul prelung este separat printr-o șănțuire pe partea inferioară conică, ușor lărgită la bază. Șoldurile și fesele sunt reliefate. Piesa are un decor geometric compelx realizat prin incizare și apoi prin încrustare cu pastă albă. Decorul ar sugera piese vestimentare. Pastă fină de culoare cenușiu-închis.                                 | Muzeul Romanațiului, Caracal                | Cimec    |